# Альбиорикс
Альбиорикс (лат. Albiorix) — тридцатый по удалённости от планеты естественный спутник Сатурна. Был открыт 12 декабря 2000 года М. Холманом и Т. Спаром и получил временное обозначение S/2000 S 11. Его также обозначают Сатурн XXVI. Название спутника происходит от одного из имён божества в кельтской мифологии, более известного как Тевтат.
Альбиорикс имеет диаметр около 32 километров и вращается на расстоянии около 16 401,6 тыс. километров от Сатурна. Он имеет период обращения 784,226 дней, наклон орбиты 38° к плоскости эклиптики (33,08° к экватору Сатурна), эксцентриситет орбиты — 0,521.